# Dividendbelasting
Dividendbelasting (Europees Nederland), opbrengstbelasting (Caribisch Nederland) of roerende voorheffing (België) is een internationaal veel voorkomende vorm van directe belasting die door een staat wordt geheven op inkomen in de vorm van dividend.  
De belasting wordt geïnd door inhouding op de dividenduitkering. Een dividenduitkering is een uitkering van een door een vennootschap in het verleden behaalde winst aan haar aandeelhouder(s).
Dividendbelasting is veelal, maar niet onder alle omstandigheden, een voorheffing: de vennootschap die het dividend uitkeert, houdt de belasting op de dividendbetaling in en draagt de belasting vervolgens aan de fiscus af. De aldus afgedragen dividendbelasting, mag vervolgens door de aandeelhouder op de door hem over het dividend verschuldigde inkomstenbelasting of vennootschapsbelasting in mindering gebracht worden.
Een van de redenen om dividenden apart te belasten is het voorkomen van belastingontwijking: in een stelsel zonder dividendbelasting is het te makkelijk om inkomstenstromen via dividenden te laten verlopen en zo de inkomstenbelasting te omzeilen.

## België
In België heet deze belasting roerende voorheffing. Het tarief op dividenden bedraagt 30%. Sinds 2018 kan een Belgische belastingplichtige deze roerende voorheffing op een eerste schijf van €640, later verhoogd tot €800, terugvorderen via de personenbelasting.
Gemiddeld recupereerden 629.197 Belgen in 2024 via hun belastingaangifte 132,50 euro aan roerende voorheffing. Dat is iets meer dan de 129 euro die 586.000 Belgen in 2023 gemiddeld recupereerden, blijkt uit cijfers die De TijdDe Tijd bij de FOD Financiën opvroeg. De aangiftes van 2024 waren eind juni 2025 door de fiscus volledig verwerkt. In totaal recupereerden de 629.197 Belgen 10 procent meer roerende voorheffing dan in de belastingaangifte van 2023.

## Europees Nederland
In Nederland is de dividendbelasting geregeld in de Wet op de dividendbelasting 1965. Het tarief bedraagt 15% van het uitgekeerde dividend.
Voor belasting over inkomen (waaronder dividend) uit aanmerkelijk belang, zie box 2.

## Caribisch Nederland
In Caribisch Nederland heet deze belasting opbrengstbelasting en wordt geregeld in hoofdstuk V van de Belastingwet BES. Het tarief bedraagt thans 5% van de opbrengst.

## Internationale aspecten
Een staat kan als gevolg van belastingverdragen gedwongen zijn om het nationale belastingtarief te verlagen.